# Gyaltsab
Gyaltsab is de titel voor een van de vier oorspronkelijk leidende tulkulinies in de karma kagyütraditie van het Tibetaans boeddhisme. De belangrijkste van die vier is de gyalwa karmapa, de andere twee zijn de tai situ en de shamarpa. Sinds Lodrö Thaye (1813-1899) won ook de Jamgon Kongtrül aan beduiding.
De gyaltsab wordt meestal voluit uitgesproken als Tsurphu Gyaltsab Rinpoche, naar het klooster Tsurphu waar hij traditioneel zetelde, of Goshir Gyalthsab Rinpoche, waarbij goshir een Chinese titel is die de eerste gyaltsab ontving. De eerste gyaltsab rinpoche, Päljor Döndrub (1427-1489), ontving de titel Goshir van de toenmalige Chinese keizer van de Ming-dynastie.
Van de gyaltsab rinpoche wordt geloofd dat hij de activiteit belichaamt van bodhisattva Vajrapani.
Hij is nauw verbonden aan de karmapa, met wie hij het klooster Tsurphu eeuwenlang deelde. Kort na de opstand in Tibet van 1959 en erop volgende diaspora reisde de twaalfde gyaltsab rinpoche op jonge leeftijd met de karmapa mee naar Rumtek in Sikkim, India, waar het nieuwe Rumtekklooster werd gebouwd.

## Lijst van gyaltsab rinpoches
| rgyal tshab | Naam                                              | Leven     | Wylie                                                              |
| ----------- | ------------------------------------------------- | --------- | ------------------------------------------------------------------ |
| 1.          | Päljor Döndrub                                    | 1427-1489 | dpal 'byor don grub                                                |
| 2.          | Tashi Namgyal                                     | 1490-1518 | bkra shis rnam rgyal                                               |
| 3.          | Dragpa Päljor                                     | 1519-1549 | grags pa dpal 'byor                                                |
| 4.          | Dragpa Döndrub                                    | 1550-1617 | grags pa don grub                                                  |
| 5.          | Dragpa Choyang                                    | 1618-1658 | grags pa mchog dbyangs                                             |
| 6.          | Norbu Sangpo                                      | 1660-1698 | nor bu bzang po ('gro kun kun tu dga' ba'i dpal)                   |
| 7.          | Könchog Öser                                      | 1699-1765 | dkon mchog 'od zer                                                 |
| 8.          | Chöpel Sangpo                                     | 1766-1817 | chos dpal bzang po                                                 |
| 9.          | Yeshe Sangpo                                      | 1821-1876 | ye shes bzang po                                                   |
| 10.         | Tenpey Nyima                                      | 1877-1901 | bstan pa'i nyi ma                                                  |
| 11.         | Dragpa Gyatso                                     | 1902-1949 | grags pa rgya mtsho                                                |
| 12.         | Dragpa Tenpa Yarpel (Tenzin Trinley Chökyi Nyima) | *1954     | grags pa bstan pa yar 'phel; bstan 'dzin phrin las chos kyi nyi ma |